# Francesca Manfredi
Francesca Manfredi (Reggio nell'Emilia, 1988) é uma escritora, dramaturga e professora italiana, que ficou conhecida por ter ganho o Prêmio Campiello em 2017. Em 2019, publicou seu primeiro romance, L'impero della polvere.

## Obras
- 2017 - Un buon posto dove stare, Milão, La nave di Teseo, ISBN 978-88-93441-82-7
- 2018 - Ora di cena, Milão, De Piante Editore, ISBN 8894228681
- 2019 - L'impero della polvere, Milão, La nave di Teseo,  ISBN 8893448130